# Martin Heydrich
Martin Max Heydrich (* 29. Dezember 1889 in Ottendorf; † 8. Februar 1969 in Köln) war ein deutscher Ethnologe und Hochschullehrer.

## Leben
Er war der Sohn des evangelischen Vikars Max Ludwig Heydrich, der Schatzmeister und Schriftführer der sächsischen Missionskonferenz sowie Mitglied des Verbandsausschusses der deutschen Missionskonferenzen war. Nach dem Besuch des Humanistischen Gymnasiums studierte Martin Heydrich ab 1910 in Dresden, Freiburg im Breisgau, München, Leipzig und Edinburgh. 1914 promovierte er an der Universität Leipzig bei Karl Weule zum Thema Afrikanische Ornamentik. Danach nahm er als Pilot am Ersten Weltkrieg teil.
1919 wurde Martin Heydrich wissenschaftlicher Hilfsarbeiter am Staatlichen Museum für Tier- und Völkerkunde in Dresden. Im darauffolgenden Jahr legte er das Lehramtsexamen für höhere Schulen ab. 1925 oder 1927 wurde er Museumskustos.
Nach der „Machtergreifung“ der Nationalsozialisten trat er zum 1. Mai 1933 der NSDAP bei (Mitgliedsnummer 2.454.003) und wurde Volkswart der NSDAP-Ortsgruppe Klotzsche. Später erfolgte dort seine Ernennung zum Ortsgruppen-Hauptstellenleiter für Kultur. Seine Mitgliedschaft in der SA dauerte hingegen 1934 nur einige Monate. Ferner wurde er Mitglied des neugebildeten Rassenpolitischen Amtes der NSDAP in Dresden. Ab 1936 war er auch als Dozent an der Technischen Hochschule Dresden tätig.
1940 übernahm er den neuen Lehrstuhl für Völkerkunde an der Universität Köln. Gleichzeitig übernahm er das Direktorat des Rautenstrauch-Joest-Museums in Köln. Gegen Ende des Krieges wurde er als unabkömmlich eingestuft und unterrichtete auch an anderen Universitäten. 1945 wurde er zunächst seiner Ämter enthoben und 1948 wieder in dieselben eingesetzt.
1951 wurde er Vizepräsident der Deutschen Gesellschaft für Völkerkunde.
1958 wurde er emeritiert und 1960 ging er als Museumsdirektor in den Ruhestand.
Heydrich starb 1969 im Alter von 79 Jahren. Die Familiengrabstätte befindet sich auf dem Kölner Südfriedhof.

## Schriften
- Völkerkunde im Geographieunterricht. In: Geographischer Anzeiger 24 (1923), S. 97–101.
- Eine völkerkundliche Bibliographie. In: Koloniale Rundschau, 1924, S. 106 ff.
- Völkerkundliche Theorien und ihre museale Auswertung. Halle 1925, S. 52–54.
- Ein altes afrikanisches Kulturgut. In: Otto Reche (Hrsg.): Gedächtnisschrift für den verstorbenen Direktor des Museums Professor Dr. Karl Weule, Leipzig 1929.
- Ursprung und Bedeutung der Roland-Säulen. In: Rolandblätter (1929), S. 223–226.
- Denkmäler einer vergangenen Kunst. In: Das schöne Sachsen Nr. 6 (1931), S. 125–127.
- Der heutige Stand der deutschen Völkerkunde. Schrifttumsbericht. In: Rasse. Monatsschrift der Nordischen Bewegung. Monatsschrift für den Nordischen Gedanken, 8 (1941), S. 276–280.
- Europäisierung als völkerkundliches Problem. In: Schriften des Vereins der Freunde und Förderer der Universität Köln 5 (1942), S. 15–31.
- Die Völkerkunde in Köln. In: Beiträge zur völkerkundlichen Forschung, Kölner ethnologische Mitteilungen, Bd. 4, Gedenkband zum 25-jährigen Bestehen des Lehrstuhls für Völkerkunde der Universität zu Köln, Köln 1965, S. 7–14.